# Oconomowoc Lake
Oconomowoc Lake és una població dels Estats Units a l'estat de Wisconsin. Segons el cens del 2000 tenia 564 habitants.

## Demografia
Segons el cens del 2000, Oconomowoc Lake tenia 564 habitants, 208 habitatges, i 178 famílies. La densitat de població era de 115,2 habitants per km².
Dels 208 habitatges en un 34,6% hi vivien nens de menys de 18 anys, en un 81,7% hi vivien parelles casades, en un 1,4% dones solteres, i en un 14,4% no eren unitats familiars. En el 10,6% dels habitatges hi vivien persones soles el 5,3% de les quals corresponia a persones de 65 anys o més que vivien soles. El nombre mitjà de persones vivint en cada habitatge era de 2,71 i el nombre mitjà de persones que vivien en cada família era de 2,93.
Per edats la població es repartia de la següent manera: un 25,2% tenia menys de 18 anys, un 4,3% entre 18 i 24, un 21,6% entre 25 i 44, un 37,6% de 45 a 60 i un 11,3% 65 anys o més.
L'edat mediana era de 44 anys. Per cada 100 dones de 18 o més anys hi havia 101 homes.
La renda mediana per habitatge era de 112.760 $ i la renda mediana per família de 126.406 $. Els homes tenien una renda mediana de 100.000 $ mentre que les dones 51.875 $. La renda per capita de la població era de 81.593 $. Aproximadament el 3,3% de les famílies i el 3,2% de la població estaven per davall del llindar de pobresa.

## Poblacions més properes
El següent diagrama mostra les poblacions més properes.